# Nik Bergant Smerajc
Nik Bergant Smerajc (ur. 28 września 2007) – słoweński skoczek narciarski, reprezentant klubu SSK Mengeš. Drużynowy srebrny medalista Mistrzostw Świata Juniorów 2025.
1 lutego 2025 w debiucie w FIS Cupie zajął w zawodach w Szczyrku 14. miejsce, a dzień później był 10. W kolejnych dniach zadebiutował w Pucharze Kontynentalnym: konkurs w Kranju 8 lutego zakończył na 37. pozycji, a 9 lutego zdobył pierwsze punkty cyklu, zajmując 28. lokatę. Następnie wystartował na Mistrzostwach Świata Juniorów 2025. W konkursie indywidualnym zajął 47. miejsce, zaś w drużynie męskiej zdobył srebrny medal.

## Mistrzostwa świata juniorów

### Indywidualnie
| 2025 Lake Placid | – | 47. miejsce |

### Drużynowo
| 2025 Lake Placid | – | srebrny medal |

### Starty N. Berganta Smerajca na mistrzostwach świata juniorów – szczegółowo
| Miejsce | Dzień     | Rok  | Miejscowość | Skocznia            | Punkt K | HS     | Konkurs  | Skok 1 | Skok 2 | Nota                  | Strata    | Zwycięzca        |
| ------- | --------- | ---- | ----------- | ------------------- | ------- | ------ | -------- | ------ | ------ | --------------------- | --------- | ---------------- |
| 47.     | 12 lutego | 2025 | Lake Placid | MacKenzie Intervale | K-90    | HS-100 | indywid. | 74,5 m | –      | 73,5 pkt              | 184,6 pkt | Stephan Embacher |
| 2.      | 14 lutego | 2025 | Lake Placid | MacKenzie Intervale | K-90    | HS-100 | druż.    | 79,5 m | 94,0 m | 910,1 pkt (201,8 pkt) | 22,4 pkt  | Austria          |

## Puchar Kontynentalny

### Miejsca w klasyfikacji generalnej
| Sezon     | Miejsce |
| --------- | ------- |
| 2024/2025 | 100.    |

### Miejsca w poszczególnych konkursachPucharu Kontynentalnego
stan po zakończeniu sezonu 2024/2025
| Źródło                                                                        | Źródło            | Źródło     | Źródło     | Źródło          | Źródło          | Źródło              | Źródło              | Źródło        | Źródło        | Źródło        | Źródło            | Źródło            | Źródło      | Źródło      | Źródło              | Źródło              | Źródło              | Źródło              | Źródło      | Źródło      | Źródło         | Źródło         | Źródło | Źródło | Źródło | Źródło | Źródło | Źródło | Źródło | Źródło | Źródło | Źródło | Źródło | Źródło | Źródło | Źródło | Źródło | Źródło | Źródło | Źródło | Źródło | Źródło | Źródło | Źródło | Źródło | Źródło | Źródło | Źródło | Źródło | Źródło | Źródło | Źródło | Źródło | Źródło | Źródło | Źródło | Źródło | Źródło | Źródło |
| ----------------------------------------------------------------------------- | ----------------- | ---------- | ---------- | --------------- | --------------- | ------------------- | ------------------- | ------------- | ------------- | ------------- | ----------------- | ----------------- | ----------- | ----------- | ------------------- | ------------------- | ------------------- | ------------------- | ----------- | ----------- | -------------- | -------------- | ------ | ------ | ------ | ------ | ------ | ------ | ------ | ------ | ------ | ------ | ------ | ------ | ------ | ------ | ------ | ------ | ------ | ------ | ------ | ------ | ------ | ------ | ------ | ------ | ------ | ------ | ------ | ------ | ------ | ------ | ------ | ------ | ------ | ------ | ------ | ------ | ------ |
| Sezon 2024/2025                                                               |                   |            |            |                 |                 |                     |                     |               |               |               |                   |                   |             |             |                     |                     |                     |                     |             |             |                |                |        |        |        |        |        |        |        |        |        |        |        |        |        |        |        |        |        |        |        |        |        |        |        |        |        |        |        |        |        |        |        |        |        |        |        |        |        |
| Zhangjiakou HS106                                                             | Zhangjiakou HS106 | Ruka HS142 | Ruka HS142 | Engelberg HS140 | Engelberg HS140 | Bischofshofen HS142 | Bischofshofen HS142 | Sapporo HS137 | Sapporo HS137 | Sapporo HS137 | Lillehammer HS140 | Lillehammer HS140 | Kranj HS109 | Kranj HS109 | Iron Mountain HS133 | Iron Mountain HS133 | Iron Mountain HS133 | Iron Mountain HS133 | Lahti HS130 | Lahti HS130 | Zakopane HS140 | Zakopane HS140 | punkty | punkty | punkty | punkty | punkty | punkty | punkty | punkty | punkty | punkty | punkty | punkty | punkty | punkty | punkty | punkty | punkty | punkty | punkty | punkty |        |        |        |        |        |        |        |        |        |        |        |        |        |        |        |        |        |
| -                                                                             | -                 | -          | -          | -               | -               | -                   | -                   | -             | -             | -             | -                 | -                 | 37          | 28          | -                   | -                   | -                   | -                   | -           | -           | -              | -              | 3      | 3      | 3      | 3      | 3      | 3      | 3      | 3      | 3      | 3      | 3      | 3      | 3      | 3      | 3      | 3      | 3      | 3      | 3      | 3      |        |        |        |        |        |        |        |        |        |        |        |        |        |        |        |        |        |
| Legenda                                                                       |                   |            |            |                 |                 |                     |                     |               |               |               |                   |                   |             |             |                     |                     |                     |                     |             |             |                |                |        |        |        |        |        |        |        |        |        |        |        |        |        |        |        |        |        |        |        |        |        |        |        |        |        |        |        |        |        |        |        |        |        |        |        |        |        |
| 1 2 3 4-10 11-30 poniżej 30 dq – dyskwalifikacja - – zawodnik nie wystartował |                   |            |            |                 |                 |                     |                     |               |               |               |                   |                   |             |             |                     |                     |                     |                     |             |             |                |                |        |        |        |        |        |        |        |        |        |        |        |        |        |        |        |        |        |        |        |        |        |        |        |        |        |        |        |        |        |        |        |        |        |        |        |        |        |

## FIS Cup

### Miejsca w klasyfikacji generalnej
| Sezon     | Miejsce |
| --------- | ------- |
| 2024/2025 | 75.     |

### Miejsca w poszczególnych konkursachFIS Cupu
stan po zakończeniu sezonu 2024/2025
| Źródło                                                                        | Źródło             | Źródło         | Źródło         | Źródło        | Źródło        | Źródło      | Źródło      | Źródło       | Źródło       | Źródło           | Źródło           | Źródło      | Źródło      | Źródło      | Źródło           | Źródło        | Źródło        | Źródło      | Źródło      | Źródło        | Źródło        | Źródło         | Źródło         | Źródło        | Źródło        | Źródło         | Źródło         | Źródło | Źródło | Źródło | Źródło | Źródło | Źródło | Źródło | Źródło | Źródło | Źródło | Źródło | Źródło |
| ----------------------------------------------------------------------------- | ------------------ | -------------- | -------------- | ------------- | ------------- | ----------- | ----------- | ------------ | ------------ | ---------------- | ---------------- | ----------- | ----------- | ----------- | ---------------- | ------------- | ------------- | ----------- | ----------- | ------------- | ------------- | -------------- | -------------- | ------------- | ------------- | -------------- | -------------- | ------ | ------ | ------ | ------ | ------ | ------ | ------ | ------ | ------ | ------ | ------ | ------ |
| Sezon 2024/2025                                                               |                    |                |                |               |               |             |             |              |              |                  |                  |             |             |             |                  |               |               |             |             |               |               |                |                |               |               |                |                |        |        |        |        |        |        |        |        |        |        |        |        |
| Hinterzarten HS109                                                            | Hinterzarten HS109 | Frenštát HS106 | Frenštát HS106 | Szczyrk HS104 | Szczyrk HS104 | Kranj HS109 | Kranj HS109 | Villach HS98 | Villach HS98 | Einsiedeln HS117 | Einsiedeln HS117 | Otepää HS97 | Otepää HS97 | Otepää HS97 | Kandersteg HS106 | Notodden HS98 | Notodden HS98 | Falun HS100 | Falun HS100 | Szczyrk HS104 | Szczyrk HS104 | Eisenerz HS109 | Eisenerz HS109 | Oberhof HS100 | Oberhof HS100 | Zakopane HS140 | Zakopane HS140 | punkty |        |        |        |        |        |        |        |        |        |        |        |
| -                                                                             | -                  | -              | -              | -             | -             | -           | -           | -            | -            | -                | -                | -           | -           | -           | -                | -             | -             | -           | -           | 14            | 10            | -              | -              | 15            | 38            | -              | -              | 60     |        |        |        |        |        |        |        |        |        |        |        |
| Legenda                                                                       |                    |                |                |               |               |             |             |              |              |                  |                  |             |             |             |                  |               |               |             |             |               |               |                |                |               |               |                |                |        |        |        |        |        |        |        |        |        |        |        |        |
| 1 2 3 4-10 11-30 poniżej 30 dq – dyskwalifikacja - − zawodnik nie wystartował |                    |                |                |               |               |             |             |              |              |                  |                  |             |             |             |                  |               |               |             |             |               |               |                |                |               |               |                |                |        |        |        |        |        |        |        |        |        |        |        |        |